# Escut de Barcelona
L'escut oficial de Barcelona té el següent blasonament:
Escut caironat  quarterat al 1r i al 4t, d'argent, una creu plena de gules; i al 2n i al 3r, d'or, 4 pals de gules. Per timbre una corona reial.

## Història
L'escut de la ciutat és una combinació de la creu de Sant Jordi, patró del Casal de Barcelona, i les dels Casal de Barcelona, o armes reials, que són les del Comtes de Barcelona, quatre pals (comunament anomenats barres) de gules (vermells) sobre camper d'or (groc), i que van donar origen a l'escut de Catalunya i de la Corona d'Aragó (a partir de 1137, data del casament del comte Ramon Berenguer IV amb Peronella, filla del rei aragonès Ramir II).
El rei Pere III el Cerimoniós va concedir les armes reials a la ciutat el 4 de juliol de 1345; la creu, com a senyal distintiu de la ciutat, ja es troba en un segell de 1288. La corona reial indica que Barcelona era la residència dels reis de la Corona d'Aragó.

### La cimera reial i la Ratapinyada

Composició en la qual els florons de la corona reial espanyola han estat substituïts per les flors de lis i els vuit petits florons de la corona dels antics Reis d'Aragó i Comtes de Barcelona

Al segle xvii començà a usar-se la cimera reial, o de la Víbria, damunt l'escut de Barcelona, gràcies al fet que la monarquia havia deixat d'usar-la i seguint l'ús que en feien les ciutats de Mallorca i de València des del segle anterior. A la mateixa època, i com a les altres capitals dels Països Catalans, començà a usar-se aquesta cimera transformada en la Ratapinyada o Ratpenat, damunt un elmet amb corona. Al segle xix, però, la Ratapinyada ja havia arraconat la cimera de la Vibra, també com a l'escut de les ciutats de Palma i València, com es pot veure en el Diari del Govern de Catalunya i de Barcelona (1810), i es mantingué durant part del segle xx, sense l'elmet, però.
D'aquesta manera, la desaparició de la Ratapinyada de l'escut de Barcelona, que es produí l'any 1931, ha representat la fi d'una tradició centenària. La renúncia a l'ús d'aquest símbol heràldic originat en la cimera reial també va fer que es perdés un element en comú amb altres ciutats de l'àmbit cultural català, com Fraga, Palma i València, que la mantenen i on es considera un símbol de Jaume I el Conqueridor, com a creador de la Corona d'Aragó.

### El nombre de pals
Abans de quedar fixat oficialment l'escut amb els quatre pals, que és l'originari derivat de la concessió reial de 1345, hi va haver diverses èpoques en què els quatre pals alternaven amb altres versions amb només tres o dos pals.
L'escut amb els dos pals fou font de discussió, car l'Ajuntament no es posava d'acord sobre quin dels dos blasonaments havia de tenir, i per acabar la discussió l'any 1996 en van aprovar un tercer, aheràldic, que no conservava ni els quatre pals ni la creu de Sant Jordi i ni tan sols tenia cap corona. Aquest fou un escut molt polèmic, ja que no seguia cap de les regles heràldiques necessàries per a la seva oficialització. La Societat Catalana de Genealogia, Heràldica, Sigil·lografia, Vexil·lologia i Nobiliària va interposar un recurs contra el canvi d'escut i va guanyar-lo. L'any 2004, va ser retirat i es va acabar aprovant l'històric escut quarterat amb els quatre pals.

### Evolució
| L'escut de Barcelona                                        | Escut de Barcelona, caironat                              | Variant amb dos pals                                                          | Variant caironada                                                |
| L'escut de Barcelona (segle XIV-XVII)                       | L'escut de Barcelona, caironat (segle XIV-XVII)           | L'escut de Barcelona, dos pals (segle XIV-XVII)                               | L'escut de Barcelona, dos pals i caironat (segle XIV-XVII)       |
| Escut de Barcelona amb la cimera reial                      | Escut amb la ratapinyada (1790-1870)                      | Escut de Barcelona amb la Ratapinyada                                         | Escut carionat amb la Ratapinyada                                |
| L'escut de Barcelona amb la cimera reial (segle XVII-XVIII) | L'escut de Barcelona amb la Ratapinyada (ca.1790-ca.1870) | L'escut de Barcelona amb la Ratapinyada (ca.1870-1931)                        | L'escut de Barcelona, caironat amb la Ratapinyada (ca.1800-1931) |
| L'escut de Barcelona                                        | L'escut de Barcelona                                      | Variant amb escut de vuit puntes durant la segona república                   | Versió comuna                                                    |
| L'escut de Barcelona Versió del Saló de Cent (1924)         | L'escut de Barcelona Versió comuna (ca.1931-1939)         | L'escut de Barcelona Versió amb escut de vuit puntes (ca.1931-1939)           | L'escut de Barcelona Versió comuna (1939-1984)                   |
| Versió amb escut de vuit puntes                             | Escut de Barcelona (1984-1996)                            | Escut de Barcelona (1996-2004)                                                | Escut de Barcelona (1996-2004)                                   |
| L'escut de Barcelona, dos pals Versió comuna (1939-1984)    | L'escut de Barcelona (1984-1996)                          | L'escut de Barcelona Versió completa pertanyent al segell oficial (1996-2004) | L'escut de Barcelona Versió comuna (1996-2004)                   |